# Aquïcultura ecològica
És un sistema general de gestió agrícola i producció d'aliments que combina les millors pràctiques ambientals, un elevat nivell de biodiversitat, la presentació de recursos naturals, l'aplicació de normes exigents sobre benestar animal i una producció conforme a les preferències de determinats consumidors per productes doble, aportant per una banda, productes ecològics a un mercat específic i, de l'altra béns públics que contribueixen a la protecció de l'entorn, a el benestar animal i a el desenvolupament rural.